# 22132 Merkley
22132 Merkley este un asteroid din centura principală de asteroizi.

## Descriere
22132 Merkley este un asteroid din centura principală de asteroizi. A fost descoperit pe 24 octombrie 2000 la Socorro, New Mexico, în cadrul proiectului LINEAR. Asteroidul prezintă o orbită caracterizată de o semiaxă mare de 2,94 ua, o excentricitate de 0,08 și o înclinație de 2,7° în raport cu ecliptica.